# E=MC² (Giorgio Moroder)
E=MC² è un album del compositore e disc jockey italiano Giorgio Moroder, pubblicato sotto l'etichetta statunitense Casablanca nel 1979.

## Tracce
1. Baby Blue – 4:53
2. What a Night – 4:55
3. If You Weren't Afraid – 5:16
4. I Wanna Rock You – 6:30
5. In My Wildest Dreams – 4:37
6. E=MC² – 4:32